# Fareins
Fareins és un municipi francès situat al departament de l'Ain i a la regió d'Alvèrnia-Roine-Alps. L'any 2007 tenia 1.948 habitants.

## Demografia

### Població
El 2007 la població de fet de Fareins era de 1.948 persones. Hi havia 727 famílies de les quals 152 eren unipersonals (74 homes vivint sols i 78 dones vivint soles), 230 parelles sense fills, 304 parelles amb fills i 41 famílies monoparentals amb fills.
La població ha evolucionat segons el següent gràfic:
Habitants censats

### Habitatges
El 2007 hi havia 839 habitatges, 745 eren l'habitatge principal de la família, 50 eren segones residències i 44 estaven desocupats. 722 eren cases i 90 eren apartaments. Dels 745 habitatges principals, 611 estaven ocupats pels seus propietaris, 116 estaven llogats i ocupats pels llogaters i 17 estaven cedits a títol gratuït; 3 tenien una cambra, 40 en tenien dues, 93 en tenien tres, 193 en tenien quatre i 416 en tenien cinc o més. 652 habitatges disposaven pel capbaix d'una plaça de pàrquing. A 266 habitatges hi havia un automòbil i a 430 n'hi havia dos o més.

### Piràmide de població
La piràmide de població per edats i sexe el 2009 era:
| Homes | Edats   | Dones |
| ----- | ------- | ----- |
| 0     | 95 o +  | 0     |
| 0     | 90 a 94 | 0     |
| 8     | 85 a 89 | 0     |
| 8     | 80 a 84 | 12    |
| 20    | 75 a 79 | 36    |
| 44    | 70 a 74 | 40    |
| 8     | 65 a 69 | 24    |
| 44    | 60 a 64 | 28    |
| 60    | 55 a 59 | 60    |
| 84    | 50 a 54 | 92    |
| 88    | 45 a 49 | 100   |
| 64    | 40 a 44 | 72    |
| 76    | 35 a 39 | 68    |
| 20    | 30 a 34 | 52    |
| 48    | 25 a 29 | 32    |
| 68    | 20 a 24 | 20    |
| 76    | 15 a 19 | 64    |
| 68    | 10 a 14 | 48    |
| 52    | 5 a 9   | 48    |
| 36    | 0 a 4   | 28    |

## Economia
El 2007 la població en edat de treballar era de 1.308 persones, 966 eren actives i 342 eren inactives. De les 966 persones actives 904 estaven ocupades (475 homes i 429 dones) i 62 estaven aturades (29 homes i 33 dones). De les 342 persones inactives 142 estaven jubilades, 112 estaven estudiant i 88 estaven classificades com a «altres inactius».

### Ingressos
El 2009 a Fareins hi havia 783 unitats fiscals que integraven 2.104,5 persones, la mediana anual d'ingressos fiscals per persona era de 21.887 €.

### Activitats econòmiques
Dels 116 establiments que hi havia el 2007, 1 era d'una empresa extractiva, 1 d'una empresa alimentària, 3 d'empreses de fabricació de material elèctric, 6 d'empreses de fabricació d'altres productes industrials, 20 d'empreses de construcció, 23 d'empreses de comerç i reparació d'automòbils, 3 d'empreses de transport, 4 d'empreses d'hostatgeria i restauració, 4 d'empreses d'informació i comunicació, 7 d'empreses financeres, 5 d'empreses immobiliàries, 13 d'empreses de serveis, 11 d'entitats de l'administració pública i 15 d'empreses classificades com a «altres activitats de serveis».
Dels 33 establiments de servei als particulars que hi havia el 2009, 1 era una oficina de correu, 2 tallers de reparació d'automòbils i de material agrícola, 2 paletes, 4 guixaires pintors, 5 fusteries, 2 lampisteries, 4 electricistes, 1 empresa de construcció, 5 perruqueries, 3 restaurants, 2 agències immobiliàries i 2 salons de bellesa.
Dels 3 establiments comercials que hi havia el 2009, 1 era una botiga de més de 120 m², 1 una botiga de menys de 120 m² i 1 una botiga de mobles.
L'any 2000 a Fareins hi havia 30 explotacions agrícoles que ocupaven un total de 793 hectàrees.

## Equipaments sanitaris i escolars
L'únic equipament sanitari que hi havia el 2009 era una farmàcia.
El 2009 hi havia 1 escola maternal i 1 escola elemental.

## Poblacions més properes
El següent diagrama mostra les poblacions més properes.